# Libanoni maronita keresztények
A libanoni maronita keresztények azok a libanoniak, akik a libanoni maronita egyház tagjai. A libanoni maronita keresztény népesség Bejrút keleti részén és a Libanoni-hegységben élnek, a teljes népesség 30%-át teszik ki Libanonban.

## Történelem
A maronita keresztények és a drúzok alapították a modernkori Libanont a 18. század elején, a "Maronita-Drúz dualizmus"-ként ismert időszak alatt. Az 1860-as drúz-maronita konfliktus vezetett a Hegyi-libanoni Mutasarrifátus megalakulásához, amely az Oszmán Birodalmon belül egy autónom államként jött létre. Az entitásnak európai támogatással maronita vezetése volt. Az első világháború után a maroniták sikeresen kampányoltak Nagy Libanon megalakulásáért. A Francia Mandátum idején a második világháború végéig a maroniták döntő befolyásra tettek szert. Libanon függetlenségének a kikiáltása után az országnak maronita vezetése volt, amely az 1975-1990 közötti polgárháborúig tartott.
A polgárháború végével elvesztették korábbi befolyásukat, a háborút lezáró Taifi egyezménnyel megnőtt a szunniták és síita muszlimok befolyása, a maroniták szerepe csökkent.
A libanoni alkotmány minden vallási felekezetnek és népcsoportnak garantál politikai képviseletet, az 1943-ban született a Nemzeti Paktum néven ismertté vált íratlan, egyezmény, amely Libanon különböző vallási és népcsoportja között osztja meg a hatalom gyakorlását. A paktum értelmében a mindenkori libanoni államfő csak maronita keresztény lehet.

## Híres libanoni maronita keresztények
| Elias Peter Hoayek      | Youssef Bey Karam | Charbel Makhlouf | Halíl Dzsibrán   | Camille Chamoun | Basir Dzsemájel |
| Nasrallah Boutros Sfeir | Elissa            | Pierre Dzsemájel | Brigitte Gabriel | Chekri Ganem    | Said Akl        |
| Daoud Corm              | Fouad Chehab      | Etienne Saqr     |                  |                 |                 |

- Michel Aoun, Libanon elnöke (2016–2022)
- Camille Chamoun, Libanon elnöke(1952–1958)
- Fuad Sebáb, Libanon elnöke (1958–1964)
- Charles Helou, Libanon elnöke (1964–1970)
- Émile Eddé
- Christophe Zakhia El-Kassis, Maronita érsek és Vatikáni Nagykövet Pakisztánban[3]
- Bechara El Khoury, Libanon elnöke(1943–1952)
- Habib Pacha Es-Saad
- Suleiman Frangieh, Libanon elnöke (1970–1976)
- Eliasz Szarkisz, Libanon elnöke (1976–1982)
- Basir Dzsemájel, Libanon 1982-ben megválasztott elnöke, akit hivatalának betöltése előtt meggyilkoltak
- Amine Dzsemájel, Libanon elnöke (1982–1988)
- Pierre Dzsemájel, Kataeb párt, ismertebb nevén a Falange párt alapítója
- Eliasz al-Hravi, Libanon elnöke (1989–1998)
- Halíl Dzsibrán,
- Émile Lahoud, Libanon elnöke(1998–2007)
- Alfred Naqqache, Libanon külügyminisztere (1953-1955)
- Michel Suleiman, Libanon elnöke (2008–2014)
- Samir Geagea, Libanoni Erők keresztény politikai párt elnöe
- Joseph Aoun, Libanoni parancsnok